# Peaceful Journey
Peaceful Journey è il terzo album del gruppo hip hop statunitense Heavy D & the Boyz, pubblicato il 2 luglio del 1991 e distribuito da MCA e Uptwon. Collaborano all'album Aaron Hall, Kool G Rap, Big Daddy Kane, Grand Puba, Pete Rock & CL Smooth e Q-Tip. Il gruppo si affida nuovamente a Marley Marl, Pete Rock e Teddy Riley tra gli altri produttori.
| Recensione       | Giudizio |
| ---------------- | -------- |
| AllMusic         | [ 2 ]    |
| Robert Christgau | *        |

## Tracce
Heavy D co-produce tutte le tracce.
1. Now That We Found Love (featuring Aaron Hall) – 4:16 (musica: Teddy Riley)
2. Let It Rain – 4:15 (musica: Pete Rock, Nick Sannanon (missaggio))
3. I Can Make You Go Oooh – 3:51 (musica: Howie Tee)
4. Sister Sister – 4:39 (musica: Marley Marl, Roey Shamir (missaggio))
5. Don't Curse (featuring Big Daddy Kane, Grand Puba, Kool G Rap, Q-Tip & Pete Rock & CL Smooth) – 5:53 (musica: Pete Rock)
6. Peaceful Journey – 6:05 (musica: DJ Eddie F, Nevelle)
7. The Lover's Got What U Need – 4:02 (musica: Marley Marl, Roey Shamir (missaggio))
8. Cuz He'z Alwayz Around – 4:40 (musica: Pete Rock)
9. Is It Good To You – 4:51 (musica: Teddy Riley)
10. Letter To The Future – 4:49 (musica: Pete Rock)
11. Swinging with da Hevster – 4:20 (musica: Marley Marl, Roey Shamir (missaggio))
12. Body and Mind (featuring Daddy Freddy) – 4:20 (musica: Dave Hall, Nevelle, Mike Partis (missaggio))
13. Do Me, Do Me – 4:11 (musica: Pete Rock)

Durata totale: 60:12

## Classifiche

### Classifiche settimanali
| Classifica (1991)         | Posizione massima |
| ------------------------- | ----------------- |
| Stati Uniti               | 21                |
| US Top R&B/Hip-Hop Albums | 5                 |